# Ленивцевы
Ленивцевы — русский дворянский род.
Предки Ленивцевых испомещены были в 1620 г. Род внесён в VI часть родословной книги Симбирской губернии.

## Описание герба
Щит разделён горизонтально на две части, из них в верхней в красном поле изображён золотой Крест. В нижней части в голубом поле означен перпендикулярно серебряный Ключ.
На щите дворянский коронованный шлем. Нашлемник: три страусовых пера. Намёт на щите голубой, подложенный серебром.

## Известные представители
- Ленивцев, Владимир Александрович